# Michel Sarach
Michel Sarach (russisch Михаил Семёнович Сарач/Michail Semjonowitsch Saratsch; * 19. April 1909 in Moskau; † 14. August 2000 in Paris) war ein russisch-französischer Rechtsanwalt, Unternehmer, Herausgeber sowie Volkskundler.

## Leben
Sarachs wohlhabende Familie gehörte zur jüdisch-karäischen Minderheit auf der Krim. Sein Großvater Mordechai Simowitsch Saratsch (1845–1903) war Gabbai der karäischen Gemeinde von Jewpatorija. Im Jahre 1920 wanderte Michel Sarach gemeinsam mit seiner Familie zunächst in die Türkei, danach nach Jugoslawien aus, wo er eine Kadettenschule durchlief. Schließlich ging er nach Frankreich. Er studierte an einer Jesuitenschule für russischsprachige Einwanderer. Im Jahre 1936 schloss Sarach sein Studium an der Fakultät für Rechtswissenschaften der Universität von Paris ab. Wie viele andere russisch-karäische Migranten konvertierte auch er in Frankreich zum Christentum. Neben seiner Tätigkeit als Rechtsanwalt leitete er in Paris das Unternehmen Paris-Smart für Cachenez und Krawatten, arbeitete mit dem Modehaus Nina Ricci S.à.r.l. zusammen. Im Zweiten Weltkrieg kämpfte Sarach als Feldwebel auf französischer Seite, wurde festgenommen, entkam jedoch und beteiligte sich infolgedessen an der Widerstandsbewegung. Lange Zeit ging Sarach der Arbeit eines Sekretärs, anschließend der des Vorsitzenden der Karäischen Gesellschaft in Paris nach. Sarach wollte trotz allem seinen Wurzeln treu bleiben und war somit Initiator sowie Chefredakteur und Sponsor der mehrbändigen Enzyklopädie des Karäischen Volkes (russisch Караимская народная энциклопедия, Karaimskaya narodnaya entsyklopediya, ISBN 5-201-14258-3). Zudem unterstützte er in den frühen 1990er Jahren die karäischen Verbände in der Ukrainischen, Russischen und Litauischen Sowjetrepublik. Dazu gehörte die finanzielle Unterstützung der Moskauer Zeitung Karaimskiye Vesti, die sich dem Glauben und Geschichte der Minderheit widmete. Die alteingesessene Gemeinde in Jewpatorija hat mit der finanziellen Hilfe von Michel Sarach die zwei bedeutendsten karäischen Gotteshäuser (Kenessas) wiederaufgebaut. Diese sind auch die Hauptanziehungspunkte für Touristen auf der Krim. Den Kenessas angeschlossen sind ein Kulturzentrum mit Bibliothek und ein karäisches Restaurant.
Michel Sarach war u. a. Ehrenmitglied der Russischen Akademie der Naturwissenschaften. Er ist Autor einiger Publikationen über die angenommenen chasarischen Wurzeln der Karäer.